# راسيل أوين
راسيل أوين (بالإنجليزية: Russell Owen)‏ هو كاتب وصحفي أمريكي، ولد في 8 يناير 1889 في شيكاغو في الولايات المتحدة، وتوفي في 3 أبريل 1952.

## وصلات خارجية
- راسيل أوين على موقع IMDb (الإنجليزية)
- راسيل أوين على موقع كينوبويسك (الروسية)